# Cosmianthemum viriduliflorum
Cosmianthemum viriduliflorum är en akantusväxtart som först beskrevs av Cheng Yih Wu och H. S. Lo, och fick sitt nu gällande namn av Hsien Shui Lo. Cosmianthemum viriduliflorum ingår i släktet Cosmianthemum och familjen akantusväxter. Inga underarter finns listade i Catalogue of Life.